# Episodi di Fantasilandia (settima stagione)
La settima stagione della serie televisiva Fantasilandia è stata trasmessa in anteprima negli Stati Uniti d'America dalla ABC tra l'8 ottobre 1983 e il 19 maggio 1984.
| nº | Titolo originale                            | Titolo italiano | Prima TV USA     | Prima TV Italia |
| -- | ------------------------------------------- | --------------- | ---------------- | --------------- |
| 1  | The Other Man - Mr. Roarke/Forbidden Love   |                 | 8 ottobre 1983   |                 |
| 2  | The Big Switch/Hooker's Holiday             |                 | 15 ottobre 1983  |                 |
| 3  | Nurses Night Out                            |                 | 22 ottobre 1983  |                 |
| 4  | God Child/Curtain Call                      |                 | 29 ottobre 1983  |                 |
| 5  | The Butler's Affair/Roarke's Sacrifice      |                 | 12 novembre 1983 |                 |
| 6  | Three's a Crowd/Second Time Around          |                 | 19 novembre 1983 |                 |
| 7  | The Wedding Picture/Castaways               |                 | 26 novembre 1983 |                 |
| 8  | Random Choices/My Mother, the Swinger       |                 | 3 dicembre 1983  |                 |
| 9  | Saturday's Child/The Fantasy Island Girl    |                 | 10 dicembre 1983 |                 |
| 10 | Goin' on Home/Ambitious Lady                |                 | 7 gennaio 1984   |                 |
| 11 | Sweet Life/Games People Play                |                 | 14 gennaio 1984  |                 |
| 12 | To Fly with Eagles/The High Cost of Living  |                 | 21 gennaio 1984  |                 |
| 13 | Lady's Choice/Skin Deep                     |                 | 28 gennaio 1984  |                 |
| 14 | Lady of the House/Mrs. Brandell's Favorites |                 | 25 febbraio 1984 |                 |
| 15 | Dark Secret/The Outrageous Mr. Smith        |                 | 3 marzo 1984     |                 |
| 16 | Sing Melancholy Baby/The Last Dogfight      |                 | 10 marzo 1984    |                 |
| 17 | The Awakening of Love/The Impostor          |                 | 17 marzo 1984    |                 |
| 18 | Mermaid and the Matchmaker/The Obsolete Man |                 | 24 marzo 1984    |                 |
| 19 | Lost and Found/Dick Turpin's Last Ride      |                 | 7 aprile 1984    |                 |
| 20 | Don Juan's Last Affair/Final Adieu          |                 | 14 aprile 1984   |                 |
| 21 | Bojangles and the Dancer/Deuces Are Wild    |                 | 12 maggio 1984   |                 |
| 22 | Surrogate Mother/Ideal Woman                |                 | 19 maggio 1984   |                 |